# Đền Dạ Trạch
Đền Dạ Trạch, còn gọi là Đền Hóa, là ngôi đền nằm ở thôn Yên Vĩnh, xã Dạ Trạch, huyện Khoái Châu, tỉnh Hưng Yên, Việt Nam. Nơi đây thờ ba nhân vật trong truyền thuyết, gồm Chử Đồng Tử cùng nhị vị phu nhân là công chúa Tiên Dung và công chúa Hồng Vân (công chúa Tây Sa). Tương truyền đền được xây trên nền thành quách sau khi khi ba vị hóa về trời.
Đền nằm trong không gian cạnh đầm Dạ Trạch xưa kia. Kết cấu chính từ ngoài vào trong gồm có lầu chuông, hồ bán nguyệt, qua sân là đến điện thờ gồm ba tòa nhà. Toàn bộ nội, ngoại thất, kiến trúc ngôi đền toát lên nét cổ kính, linh thiêng. Cuối thế kỷ 19, Chu Mạnh Trinh chỉ huy trùng tu đền. Khách tham quan đền sẽ thấy hình ảnh chiếc nón và cây gậy - hai vật Chử Đồng Tử dùng để cứu nhân độ thế. Trong đền có tượng cá chép, gọi là ông "Bế" ("Bế ngư thần quan") hình cá chép hóa rồng. Đền có chiếc chuông "Dạ Trạch từ chung" được đúc từ năm Thành Thái thứ 14 (1902) ghi lại quá trình trùng tu.
Đền được nhà nước Việt Nam xếp hạng di tích lịch sử kiến trúc nghệ thuật vào năm 1989.
Năm 2024, Đền Dạ Trạch, thuộc quần thể di tích Đa Hòa - Dạ Trạch, được công nhận là Di tích quốc gia đặc biệt. 

## Lễ hội
Hàng năm, đền có bốn tiết chính, gồm ngày 4 tháng Giêng (âm lịch), tức ngày sinh của công chúa Tiên Dung; 10 tháng 2, ngày sinh của công chúa Hồng Vân; 12 tháng 8, ngày sinh Chử Đồng Tử; 17 tháng 11, ngày kỵ thánh. Lễ hội chính diễn ra từ ngày mùng 10 đến 12 tháng 2 (âm lịch), kỷ niệm ngày sinh công chúa Hồng Vân.

Kiệu Chử Đồng Tử ở lễ hội Dạ Trạch
Ngai , bài vị đền Dạ Trạch , ở giữa là Chử Đồng Tử , 2 bên là Tiên Dung và Tây Cung

Thông thường, sẽ có 2 phần đó là: phần lễ và phần hội. Phần lễ được tổ chức theo nghi thức thờ cúng thần linh, thanh niên trai tráng trong làng sẽ dùng nhau rước kiệu. Còn về phần hội, nhiều hoạt động vui chơi giải trí được tổ chức tại đây, như trò đập niêu, đua thuyền, bịt mắt bắt dê,... Đây cũng là điểm thu hút giới trẻ gần xa đến với lễ hội Chử Đồng Tử.